# Pietro Gradenigo
Pietro Gradenigo (né en 1251 à Venise – mort dans la même ville le 13 août 1311) est le 49e doge de Venise, élu en 1289.

## Biographie

### La personnalité
Pietro Gradenigo est le fils de Marc. Il est un important homme politique, résolu et décidé, prêt à s'opposer au pape et imposer le bon vouloir de Venise aux villes les plus faibles. Pendant son mandat, par la dite Serrata del Maggior Consiglio (28 février 1297), la charge des conseillers majeurs devient héréditaire ce qui par la suite provoque deux tentatives de coup d'État de la part des  « bourgeois » exclus  (Marin Bocconio, 1299 ou 1300 et Bajamonte Tiepolo, 1310).
En 1310 à la suite de ces conjurations, le conseil des Dix (Consiglio dei Dieci) est créé.
Sous son règne, la république risque de disparaitre au cours d'une guerre civile dévastatrice mais ses adversaires battus, il réussit à calmer la situation à faire gagner sa faction qui façonne Venise dans un sens oligarchique.

### Sa vie
Pietro Gradenigo appartient à une famille qui remonte à celles dites « apostoliques » (les douze qui selon la tradition vénitienne élurent le premier doge) et donc, politiquement, il appartient au parti conservateur qui souhaite limiter l'accès des nouvelles familles de notables au Grand Conseil (Maggior Consiglio). Cette position lui vaut l'antipathie d'une partie de la population qui voit en lui un homme de pouvoir.
À la mort du doge Giovanni Dandolo en 1289, malgré son jeune âge, il réussit à se faire élire après une longue lutte contre Jacopo Tiepolo, descendant direct des doges Lorenzo Tiepolo et Jacopo Tiepolo et représentant des classes « mineures », qui est élu par le peuple mais pas officiellement. Tiepolo, pour éviter une guerre civile, préfère se retirer mais cette opposition se maintient jusqu'au complot de 1310.
Gradenigo est marié à Tommasina Morosini.

### Le dogat

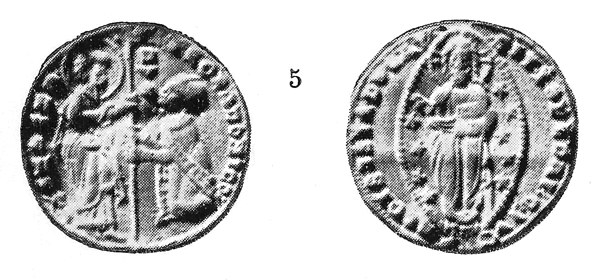
Pietro Gradenigo agenouillé devant Saint-Marc.

Le début du dogat, est assez agité et rapidement le peuple affuble Pietro du surnom péjoratif de  « Pierazzo ». De plus, la guerre contre Gênes reprend (1294–1299) accompagné de la crise des marchés orientaux. Alors que la guerre se poursuit avec des résultats mitigés, le conflit latent qui avait débuté en 1286 explose en 1296 avec la proposition de réduire l'accession au conseil majeur afin de sélectionner ses membres en excluant les classes moyennes qui commencent à prendre de l'importance.
Les plus grands opposants sont les derniers entrés qui perdent la possibilité d'accéder aux charges importantes. Au cours de la séance du 28 février 1297, dite Serrata del Maggior Consiglio, seuls sont admis ceux qui ont siégé au cours des quatre années précédentes et les descendants de ceux en avait fait partie jusqu'en 1172. Si après l'approbation de la mesure, une trêve politique s'amorce, rapidement la contestation reprend après la lourde défaite militaire qui a lieu à Curzola le 8 septembre 1298 contre les Génois. La paix de 1299, assez contraignante, touche économiquement les classes moyennes déjà atteinte politiquement par la serrata. Tout ceci conduit à une crise politico–institutionnelle.

### La crise et la première conjuration: Marin Bocconio, 1300
En 1300, selon la chronique, quelques nobles exclus du pouvoir et touchés par les récents évènements, décident de renverser le doge : l'un d'entre eux Marin Bocconio s'offre d'entrer au conseil majeur et d'exterminer tous les chefs de la faction conservatrice.
Grâce à un informateur, le gouvernement évente le complot et arrête les conjurés, par cette action, le mécontentement est renforcé et la contestation devient plus forte. D'un côté il y a désormais les familles Querini – Tiepolo soutenues par les familles mineures, de l'autre les nobles conservateurs. Ces tensions internes se répercutent sur la politique extérieure, la guerre s'engage, en 1308 contre la papauté, pour des questions de frontières.

### La seconde conjuration: Bajamonte Tiepolo, 1310
En 1309, pendant la guerre en Romagne contre le pape, le commandant Marco Querini permet aux troupes ennemies de conquérir un précieux point d'appui (Castel Tebaldo, 28 août 1309) et de gagner la guerre. Traduit à Venise pour être jugé, il reçoit l'appui de  Bajamonte Tiepolo et du clergé.
Pietro Gradenigo est partisan d'une condamnation exemplaire de son adversaire politique. Rapidement, on arrive à des violences physiques lors d'une séance au conseil majeur qui, aux mains des conservateurs, tiennent pour responsable les Querini. Cette situation, insoutenable aussi bien politiquement que moralement conduit à un second complot. Cette fois, Bajamonte Tiepolo, apparenté aux fameux doges et homme respecté et aimé des différentes couches sociales prend la tête du complot auquel s'unissent toutes les plus grandes et importantes familles populaires et de la basse noblesse.
Il est décidé d'agir la nuit des 14 et 15 juin 1310 en occupant les points névralgiques de la ville et en massacrant les ennemis dont le doge. Quelques heures avant d'agir, une fuite se produit et le doge, selon certains récits, emmène une colonne de défenseurs place Saint-Marc pendant que des escouades interceptent et massacrent les rebelles. La défaite des conjurés est totale et seul Tiepolo réussit à s'échapper et à s'exiler. Curieusement la répression, qui pouvait être violente, est assez limitée et peu de gens sont condamnées. À la suite de ce complot, le 10 juillet 1310, le conseil des Dix est créé avec la charge de découvrir et réprimer les complots.

### Les dernières années de vie
Pietro Gradenigo, victorieux, profite peu temps de sa victoire, en effet le 13 août 1311, à un peu moins de 60 ans, il meurt subitement. Il est enterré à Murano.
Symbole de l'oligarchie pendant l'occupation napoléonienne, sa sépulture est violée et son crane, fixé sur un bâton, est promené dans la ville en signe de dérision.

### Anecdote
Hergé, dans le Sceptre d'Ottokar, fait référence au doge, page 2, quand le professeur Halambique montre sa collection de sceaux pour expliquer à Tintin ce qu'est la sigillographie.